# Giải bóng đá Hạng Nhất Quốc gia 2013
Giải bóng đá hạng Nhất Quốc gia - Eximbank 2013, tên viết tắt là HNQG - Eximbank 2013(Tên tiếng Anh: Eximbank First Division - 2013, viết tắt là V.League 2 vì theo tên nhà tài trợ) là mùa giải thứ 13 cấp câu lạc bộ cao thứ 2 trong hệ thống các giải bóng đá Việt Nam (sau giải V.League 1), đã diễn ra từ ngày 9 tháng 3 đến ngày 6 tháng 7 năm 2013.

## Thay đổi trước mùa giải
Danh sách các đội bóng có sự thay đổi so với năm 2012
| Xuống hạng từ V.League 1 2012 - TĐCS Đồng Tháp[a] Thăng hạng từ Giải hạng nhì 2012 - Không có.[b] | Thăng hạng lên V.league 1 2013 - Đồng Tâm Long An - Đồng Nai[c] Xuống hạng Giải hạng nhì 2013 - XM Fico Tây Ninh - TP Hồ Chí Minh Bỏ giải - Trẻ SHB Đà Nẵng - Trẻ Hà Nội - XSKT Lâm Đồng (thiếu kinh phí). |

^[a] Vicem Hải Phòng xuống hạng nhưng tiếp tục chơi vì mua lại suất của Khatoco Khánh Hòa.
^[b] Bà Rịa Vũng Tàu, Trẻ Khatoco Khánh Hoà thăng hạng nhưng thiếu kinh phí nên bỏ giải.
^[c] CLB Hà Nội (á quân) không tham dự vì cùng một ông bầu với Hà Nội T&T, vì vậy suất đá chính thức V.League 1 2013 thuộc về Đồng Nai (hạng ba).

## Các đội bóng
| Câu lạc bộ          | Sân nhà                 | Sức chứa | Huấn luyện viên   | Đội trưởng        |
| ------------------- | ----------------------- | -------- | ----------------- | ----------------- |
| Hùng Vương An Giang | Sân vận động Long Xuyên | 15,000   | Nhan Thiện Nhân   | Agostinho         |
| SQC Bình Định       | Sân vận động Quy Nhơn   | 25,000   | Nguyễn Đình Lợi   | Phan Như Thuật    |
| TDC Bình Dương      | Sân vận động Gò Đậu     | 18,250   | Đặng Trần Chỉnh   | Nguyễn Chí Huynh  |
| XSKT Cần Thơ        | Sân vận động Cần Thơ    | 50,000   | Vương Tiến Dũng   | Trần Minh Son     |
| TDCS Đồng Tháp      | Sân vận động Cao Lãnh   | 23,000   | Phạm Công Lộc     | Nguyễn Duy Khanh  |
| Hà Nội              | Sân vận động Hàng Đẫy   | 22,000   | Trương Việt Hoàng | Trần Đăng Bình    |
| QNK Quảng Nam       | Sân vận động Tam Kỳ     | 15,624   | Vũ Quang Bảo      | Nguyễn Văn Việt   |
| Than Quảng Ninh     | Sân vận động Cửa Ông    | 10,000   | Đinh Cao Nghĩa    | Nguyễn Xuân Quyết |

### Thay đổi Huấn luyện viên
| Đội bóng       | Huấn luyện viên bị thay | Ngày đi             | Lý do   | Huấn luyện viên lên thay | Ngày đến            |
| -------------- | ----------------------- | ------------------- | ------- | ------------------------ | ------------------- |
| TDCS Đồng Tháp | Trần Công Minh          | 16 tháng 4 năm 2013 | Sa thải | Phạm Công Lộc            | 16 tháng 4 năm 2013 |
| Hà Nội         | Hoàng Văn Phúc          | 21 tháng 4 năm 2013 | Từ chức | Triệu Quang Hà           | 22 tháng 4 năm 2013 |
| Cần Thơ        | Huỳnh Ngọc San          | 27 tháng 4 năm 2013 | Sa thải | Vương Tiến Dũng          | 27 tháng 4 năm 2013 |
| QNK Quảng Nam  | Nguyễn Văn Thịnh        | 29 tháng 4 năm 2013 | Sa thải | Vũ Quang Bảo             | 29 tháng 4 năm 2013 |
| Hà Nội         | Triệu Quang Hà          | 28 tháng 5 năm 2013 | Sa thải | Trương Việt Hoàng        | 29 tháng 5 năm 2013 |
| Bình Định      | Nguyễn Văn Hùng         | 8 tháng 6 năm 2013  | Sa thải | Nguyễn Đình Lợi          | 8 tháng 6 năm 2013  |

### Cầu thủ nước ngoài
| Câu lạc bộ          | Cầu thủ chính thức 1   | Cầu thủ chính thức 2 | Cầu thủ nhập tịch | Cầu thủ cũ                              |
| ------------------- | ---------------------- | -------------------- | ----------------- | --------------------------------------- |
| Hùng Vương An Giang | Agostinho              | Uche Iheruome        | Tostao Kwashi     | None                                    |
| Bình Định           | Kalifa Dembela         | Andrew Uzoma         | None              | Kirizestom Ntambi Diego Martin Mendez   |
| TDC Bình Dương      | Vincent Bossou         | Kpenosen Samson      | None              | Kubheka Philani                         |
| XSKT Cần Thơ        | Mustapha Essuman       | Souleymane Diabate   | None              | None                                    |
| TDCS Đồng Tháp      | Andre Diego Fagan      | Emeka Oguwike        | None              | Lius Silvah Ochaya Michael Mensah       |
| Hà Nội              | Lucas Cantoro          | Mike Sserumaga       | None              | Daniel Onyekachi Leonel Ezeguiel Felice |
| QNK Quảng Nam       | David Annas            | Nicolás Hernández    | None              | None                                    |
| Than Quảng Ninh     | Leonel Ezeguiel Felice | Didier Belibi        | None              | Daniel Obo                              |

## Bảng xếp hạng
| VT | Đội                     | ST | T | H | B | BT | BB | HS  | Đ  | Thăng hạng hoặc xuống hạng    |
| -- | ----------------------- | -- | - | - | - | -- | -- | --- | -- | ----------------------------- |
| 1  | QNK Quảng Nam (C, P)    | 14 | 7 | 4 | 3 | 26 | 16 | +10 | 25 | Thăng hạng V.League 1 2014    |
| 2  | Than Quảng Ninh (P)     | 14 | 7 | 4 | 3 | 21 | 17 | +4  | 25 | Thăng hạng V.League 1 2014    |
| 3  | Hùng Vương An Giang (P) | 14 | 7 | 3 | 4 | 20 | 18 | +2  | 24 | Thăng hạng V.League 1 2014    |
| 4  | TĐCS Đồng Tháp          | 14 | 7 | 3 | 4 | 18 | 17 | +1  | 24 |                               |
| 5  | XSKT Cần Thơ            | 14 | 6 | 3 | 5 | 31 | 22 | +9  | 21 |                               |
| 6  | CLB Hà Nội              | 14 | 3 | 3 | 8 | 9  | 23 | −14 | 12 |                               |
| 7  | SQC Bình Định           | 14 | 3 | 3 | 8 | 19 | 21 | −2  | 12 |                               |
| 8  | TDC Bình Dương (R)      | 14 | 3 | 3 | 8 | 13 | 23 | −10 | 12 | Xuống hạng Giải hạng nhì 2014 |

## Kết quả các trận đấu
| Nhà \ Khách[1]      | HAG | BĐ  | TBD | XCT | TDT | HAN | QNA | TQN |
| Hùng Vương An Giang |     | 1–1 | 1–0 | 3–2 | 3–1 | 0–0 | 6–4 | 2–1 |
| Bình Định           | 2–4 |     | 5–1 | 2–3 | 1–2 | 1–0 | 1–2 | 2–2 |
| TDC Bình Dương      | 1–0 | 1–0 |     | 3–2 | 1–2 | 1–1 | 1–1 | 1–2 |
| XSKT Cần Thơ        | 4–1 | 4–1 | 2–2 |     | 2–1 | 3–2 | 0–0 | 1–1 |
| TĐCS Đồng Tháp      | 0–2 | 1–0 | 1–0 | 4–2 |     | 2–1 | 2–2 | 3–1 |
| Trẻ Hà Nội          | 2–1 | 1–0 | 1–0 | 0–5 | 0–0 |     | 0–1 | 1–2 |
| QNK Quảng Nam       | 2–2 | 0–3 | 5–1 | 2–1 | 3–1 | 3–0 |     | 4–2 |
| Than Quảng Ninh     | 2–0 | 1–1 | 1–0 | 3–0 | 0–0 | 4–1 | 2–1 |     |

Cập nhật lần cuối: 6 tháng 7 năm 2013.
Nguồn: Hạng nhất Việt Nam
1 ^ Đội chủ nhà được liệt kê ở cột bên tay trái.
Màu sắc: Xanh = Chủ nhà thắng; Vàng = Hòa; Đỏ = Đội khách thắng.

## Tốp ghi bàn
| Vị trí | Cầu thủ                | Câu lạc bộ          | Số bàn thắng |
| ------ | ---------------------- | ------------------- | ------------ |
| 1      | Uche Iheruome          | Hùng Vương An Giang | 10           |
| 1      | Đinh Thanh Trung       | QNK Quảng Nam       | 10           |
| 3      | David Annas            | QNK Quảng Nam       | 9            |
| 4      | Agostinho              | Hùng Vương An Giang | 8            |
| 4      | Souleymane Diabate     | XSKT Cần Thơ        | 8            |
| 6      | Kalifa Dembela         | Bình Định           | 7            |
| 6      | Mustapha Essuman       | XSKT Cần Thơ        | 7            |
| 8      | Belibi Celestin Didier | Than Quảng Ninh     | 6            |
| 9      | Vũ Minh Tuấn           | Than Quảng Ninh     | 5            |
| 9      | Lucas Cantoro          | CLB Hà Nội          | 5            |

## Tóm kết giải đấu
- Tên giải đấu: Giải bóng đá hạng Nhất Quốc gia - Eximbank 2013 (Viết tắt là: V.League 2);
- Số đội: 8 (đội bóng);
- Số trận: 56 trận;
- Số bàn thắng: 174 bàn (Trung bình 1.55 bàn / một trận);
- Đội vô địch: QNK Quảng Nam;[6]
- Đội á quân: Than Quảng Ninh - Thăng hạng V.League 1;
- Đội hạng 3: Hùng Vương An Giang - Thăng hạng V.League 1;
- Đội xuống hạng: TDC Bình Dương - Xuống hạng hai;
- Tên giải đấu: Giải bóng đá hạng Nhất Quốc gia - Eximbank 2013 (Viết tắt là: V.League 2);
- Bàn thắng đầu tiên: Uche Iheruome của Hùng Vương An Giang vs Than Quảng Ninh ngày 9/3/2013;
- Bàn thắng nhanh nhất: 1 phút (Nguyễn Mạnh Tuấn của Than Quảng Ninh vs Hà Nội ngày 30 tháng 3 năm 2013);
- Giành chiến thắng lớn nhất: Hà Nội 0–5 XSKT Cần Thơ (5 bàn) ngày 15/6/2013;
- Trận đấu có nhiều bàn thắng nhất: 10 bàn (Hùng Vương An Giang 6-4 QNK Quảng Nam ngày 6 tháng 7 năm 2013);
- Trận đấu của đội thắng cuộc có nhiều bàn thắng nhất:  6 bàn thắng(Hùng Vương An Giang 6-4 QNK Quảng Nam ngày 6 tháng 7 năm 2013);
- Trận đấu của đội thua cuộc có nhiều bàn thua nhất: 4 bàn(Hùng Vương An Giang 6-4 QNK Quảng Nam ngày 6 tháng 7 năm 2013);
- Chuỗi trận giữ sạch lưới dài nhất: 4 trận của TĐCS Đồng Tháp;
- Giữ sạch lưới ít nhất: 0 của TDC Bình Dương;
- Câu lạc bộ có nhiều thẻ vàng nhất: 25 thẻ của Than Quảng Ninh;
- Cầu thủ có nhiều thẻ vàng nhất: 5 thẻ của Nguyễn Tuấn Anh (Than Quảng Ninh);
- Câu lạc bộ có nhiều thẻ đỏ nhất: 3 thẻcủa Hà nội;
- Thẻ đỏ của tất cả các cầu thủ:
  - Vũ Trọng Thông (Hùng Vương An Giang)
  - Nguyễn Hữu Tài (Bình Định)
  - Đỗ Trọng Hòa (XSKT Cần Thơ)
  - Trần Minh Sen (XSKT Cần Thơ)
  - nNguyễn Huy Hùng (Hà Nội)
  - Nguyễn Huỳnh Điệp (Hà Nội)
  - Triệu Văn Mạnh (Hà Nội)
  - Nguyễn Tuấn Anh (Than Quảng Ninh)